# Butterfly (canción de Smile.dk)
"Butterfly" es una canción de Smile.dk del álbum de 1998 Smile. Fue escrita y producida por Robert Uhlmann y Robin Rex e interpretada originalmente por Veronica Almqvist y Nina Boquist.
La canción ganó popularidad fuera de Suecia cuando fue incluido en la primera versión de Konami de videojuego (música)' ' Dance Dance Revolution' 'y' 'Dance Dance Revolution tercer Mix' '. En honor a su popularidad, la canción fue remezclada para la franquicia 2008 a plazos  Dance Dance Revolution X , una mezcla destinada principalmente para celebrar el 10 aniversario de la serie.
En 2009, la canción fue regrabada con Verónica y Malin haciendo los coros. Esta versión fue lanzada como sencillo el 13 de mayo de 2009 y se llama "Butterfly '09 (United Forces Airplay Edit)".
La canción es a menudo erróneamente atribuida a la estrella de J-pop Ayumi Hamasaki. Este error puede ser debido al estilo ambiency, la producción y la voz. Además, las voces de ambas cantantes son muy similares. El error también puede deberse a que la canción fue atribuida erróneamente a Ayumi Hamasaki y distribuida como suya a través de las redes P2P a finales de los años 90. La canción es también a menudo erróneamente acreditada a Aqua, probablemente por las mismas razones.
El grupo sudafricano Die Antwoord muestra la canción en su hit "Enter The Ninja" escuchado en "Dance Dance Revolution".
Fragmentos de esta canción aparecen en la película española "La máquina de bailar" en la que se hace referencia a la versión recreativa de DDR.
También, un fragmento de esta canción aparece en los teléfonos celulares de juguete de fabricación china adquiribles en la mayoría de los bazares y almacenes del mundo, lo que la ha dotado de una gran popularidad al poder ser este fragmento reconocido fácilmente.

## Remixes oficiales
- Anaconda Remix (4:21)
- China Power Mix (1:48)
- Delaction Radio Remix (3:40)
- Delaction Mix (5:48)
- Extended Mix (4:21)
- Hyper-K Mix (3:23)
- KCP Kung-Fu Mix (1:34)
- Pan-Ace Radio Mix (3:00)
- Romance Mix (2:56)
- S3RL Mix (4:50)
- United Forces Airplay Edit (3:07)
- Upswing Mix (5:25)
- Pika Pika Song (4:42)